# サンデーネット
サンデーネットとは、テレコムスタッフ株式会社（1992年に株式会社テレコムジャパン テレビ部門から独立）が運営するパソコン通信サービスである。

## 概要
1980年代にテレビ東京系他で放送されていた『パソコンサンデー』にて企画され、パソコンで情報交換できる場所を提供することを目的に1986年5月に開局した。途中、ホスト側のトラブルに因って何度か休止することがあったが、2010年9月現在も運営中である。
パソコンの各機種やソフト全般の情報、特に、X68000、電子手帳、書院の情報が充実している。パソコンサンデー自体がシャープ製品を扱うことから、シャープのパソコン、ワープロ、電子手帳のユーザーが多数を占め、会員の年齢は十代から熟年まで幅広く、主婦など女性会員も在籍している。
運営方針として「オープンで自由なネット作り」を目指しており、話し合いたい話題があれば会員が自分でSIGを開くことができ、そのSIGに仲間が多数集れば正式なボードに昇格させることもできる。公開の場で話し合うことが憚られる話題は事務局と相談して、入室者を特定するCUG(Closed Users Group)にすることもできる。

## 接続
サンデーネットへは、telnet、または電話回線を経由して接続する。

### telnet
インターネット接続環境がある場合は、telnet経由で接続が可能。
80ポートもサポート。

### 電話回線
無手順の通信ソフトから、電話回線経由で代表番号へアクセスする。
なお、従来接続手段として利用できたTri-Pは、2005年1月31日を以ってサービスを終了したため、現在は利用できない。
（参考）パソコン通信サービス「Tri-P」（個人向け）の提供終了について（2005年2月6日時点のアーカイブ）

## 資料
- 運営会社：テレコムスタッフ株式会社
- 入会金、会費：無料
- 入会方法：オンラインサインアップ
- 会員数：約3445名
- ホストコンピュータ：X68030
- ホストプログラム：MuHost（サンデーネット会員が製作した独自ソフト）
- 接続回線

- telnet

ホストアドレス：bbs.sundaynet.ne.jp　(16回線分の接続が可能)
- 公衆回線

8回線 - OMRON ME1414B2×1台、ME1414B×3台、MD144XT10V×4台（2007年4月19日より1回線のみでサービス提供）
アクセス電話番号 03-5467-5910　（2007年4月19日廃止）
5回線 - HUCOM V34ES2×3台、FUJITSU MS288FB2×2台
通信制御手順
漢字・文字コード：シフトJIS
通信速度：2400/9600/14400/28800bps
通信方式：二線式全二重
通信制御手順：調歩同期式  無手順
エラー訂正、データ圧縮：MNPクラス4～5、LAPM、V.42bis対応
データビット長：8ビット
パリティーチェック：なし(NONE)
ストップビット：1ビット
フロー制御(Xコントロール)：行う(XON)
シフト制御(Sコントロール)：行わない(SOFF)
エコーバック：あり
改行：端末はCRのみ送信、センターよりCR+LFを送信
- Tri-P（2005年1月31日を以ってサービス終了）

Tri-P*HS　9600bps(V.32)アクセスポイントを利用可能
ニックネーム：SUNDAY
4回線
- 運用時間

24時間　※メンテナンス随時
- ゲストアクセス

ID：SUN0000
パスワード：なし
制限：書き込み、メール（事務局宛を除く）、電報、チャット、ライブラリ機能は利用不可。
(2006年4月現在)